# Japan Skeptics
JAPAN SKEPTICS（ジャパン スケプティクス）は、その別名の「『超自然現象』を科学的・批判的に究明する会」が示すように、未確認飛行物体(UFO) や超能力など、いわゆる超常現象や怪奇現象に分類される現象を科学的・批判的に検証する日本の懐疑主義団体である。1991年にアメリカのCSICOPにならって発足。

## 発足
アメリカでは懐疑主義者の団体として、1976年にCSICOPが発足していた。そのCSICOPの会誌を購読していた寿岳潤（天文学者、東海大学教授・当時）のもとに、日本で類似団体を作らないかという誘いがあった。他方で高橋昌一郎（論理学者）はアメリカ留学中に現地の関係者から同様の提案を受けていたという。
他方、1990年前後の日本のテレビ番組では、霊能力や超能力を題材にした番組が日常的に放送されていた。その様な状況にさしたる関心を示さない自然科学者が多かった中で、大槻義彦（物理学、早稲田大学教授・当時）は積極的に超常現象批判をテレビで展開していた。
その大槻、前述の寿岳と高橋、さらに久保田裕（朝日新聞記者）、桑原輝明（丸善編集者）の5人が中心となって、懐疑主義団体設立の準備が進められた。会の正式発足直前には「超常現象（怪奇現象）の科学的究明をする会」という仮称でも告知されていたが、正式名称はJAPAN SKEPTICS となった。初代会長は寿岳潤、副会長は大槻義彦（1993年まで）。設立総会は1991年4月6日。
発足当時は霊能力や超能力がブームであったこともあり、「これまで科学研究の対象としてはタブー視されていた超常現象に積極的に科学の光を当てて行こうという動き」として注目されていた。

## 会員資格・会員数
創立メンバーの一人である高橋昌一郎によると、発足の時点で、専門家のみの会にするか、広く一般市民の入会も認めるかで方針の対立があったという。最終的には、年齢、性別、職業などは一切不問とされ、学会と市民団体という2つの側面を併せ持つこととなった。
発足当初は大いに関心を集め、200人以上が入会したという。1993年時点での会員数は約250人で、発足5年目でもほぼ同様だったが、1999年頃には約200人、2007年の時点で約140人等とされている。
会員を広く募った結果、会員間でも超常現象についての認識には差異が少なくない。創設メンバー間でも認識には差異があり、久保田裕はNEWSLETTER（後述）で、寿岳潤の姿勢を、超常現象を門前払いにし、信奉者を見下すかのような姿勢として批判したほか、大槻義彦についても Journal （後述）でその否定論への疑問を呈していた。
少なくとも初期には、JAPAN SKEPTICS本体とは別個の体制（入会、会報、例会など）を敷いていた「UFO分科委員会」が存在した。

## 活動内容

### 年次総会
原則として毎年春に年次総会を開催しており、それに合わせて専門家による講演と討論が行われている。専門家は会員の場合も、外部から招待する場合もある。初期には小尾信弥（天文学）、養老孟司（大脳生理学）、フィリップ・J・クラス（CSICOP中心メンバー）などが招かれた。また、21世紀に入ってからはインテリジェント・デザイン、地球温暖化に関する論争、健康に良いと称する水の真偽などがテーマとなっている。JAPAN SKEPTICS がどのような分野にニセ科学や疑似科学を見出しているかの参考とするため、公式サイトから主な講演テーマと講演者をまとめると、以下の通りである。
| 総会   | 年     | 演題                                                             | 講演者                |
| ------ | ------ | ---------------------------------------------------------------- | --------------------- |
| 第1回  | 1992年 | 真の知識は懐疑から                                               | 坂本百大              |
| 第1回  | 1992年 | 超能力を科学する                                                 | 安斎育郎              |
| 第2回  | 1993年 | 宇宙論と地球外知性                                               | 小尾信彌              |
| 第3回  | 1994年 | 脳と実在                                                         | 養老孟司              |
| 第4回  | 1995年 | 超能力を語る                                                     | 宮城音弥              |
| 第5回  | 1996年 | 夢からさめたUFOの現実                                            | フィリップ・J・クラス |
| 第5回  | 1996年 | 精神医からみたUFO誘拐体験                                        | 中村希明              |
| 第6回  | 1997年 | 仏教と霊魂観                                                     | 日野英宣              |
| 第8回  | 1999年 | 世紀末の『ノストラダムス現象』                                   | 菊池聡                |
| 第9回  | 2000年 | 日本におけるカルト教団の実体と問題点                             | 江川紹子              |
| 第10回 | 2001年 | 「2001年宇宙の旅」再論                                           | 的川泰宣              |
| 第11回 | 2002年 | 遺跡捏造事件の意味するもの                                       | 佐々木憲一            |
| 第12回 | 2003年 | 健康に良いと宣伝されている水                                     | 天羽優子              |
| 第13回 | 2004年 | 地震の前、動物はなぜ騒ぐのか                                     | 池谷元伺              |
| 第16回 | 2007年 | 環境問題におけるウソとマコト                                     | 安井至                |
| 第17回 | 2008年 | メディアの作り出す健康神話                                       | 小内亨                |
| 第20回 | 2012年 | 福島原発事故をもたらしたもの ― 科学リテラシーにもふれて          | 安斎育郎              |
| 第20回 | 2012年 | 低線量放射線の人体への影響                                       | 宇野賀津子            |
| 第21回 | 2013年 | 科学と幸福                                                       | 佐藤文隆              |
| 第21回 | 2013年 | 科学と幸福に対して                                               | 坂東昌子              |
| 第22回 | 2014年 | 地球温暖化の虚実                                                 | 渡辺正                |
| 第23回 | 2015年 | 独創力と研究倫理・・・『学力』から考える再発防止                 | 伊東乾                |
| 第23回 | 2015年 | 過去の事例から学ぶ研究不正                                       | 片瀬久美子            |
| 第23回 | 2015年 | ネットにおける研究不正発覚史                                     | 田中嘉津夫            |
| 第24回 | 2016年 | 日本からシンギュラリティが起きる ?                               | 松田卓也              |
| 第25回 | 2017年 | 人工知能の当面の限界とその克服への展望～心理学と生物学の視点から | 石川幹人              |
| 第25回 | 2017年 | 疑似科学とされるものの科学性判定～超心理学の事例に注目して       | 石川幹人              |

### 機関誌
機関誌として Journal of the JAPAN SKEPTICS を刊行している。かつては並行して レポート集と会務報告を兼ねたNEWSLETTERも発行していたが（1991年 - 2007年、全62号）、Journal of the JAPAN SKEPTICS に統合された。

### 講演会・啓発活動
総会とは別に講演会を開くこともある。最初の公開講演会は、1993年12月18日に日本橋公会堂で開催された。講演をしたのは大槻義彦と、のちに2代目会長となる安斎育郎の2人で、前者の演題が「超常現象の科学と非科学」、後者が「超能力・心霊現象の社会史」であったという。
また、安斎は会長就任以前から、手品によって超能力を再現するというパフォーマンスを披露する公開講座を大学で開いていた。会長就任後も、ジャパン・スケプティクス会員の高校教師らと共に同様の講座を開講した。こうした講座は、小中学校の教師たちに、超常現象を信じる小・中学生への接し方をつかんでもらうことも企図していた。安斎の編著書には、Japan Skeptics 教育分科委員の面々と共に刊行した『これってホントに科学?』『ホントにあるの? ホントにいるの?』（いずれもかもがわ出版）もある。
ほか、歴代会長らは、フォトンベルトなどを援用する歯科医師の事件（医師法違反）や、テレビの霊能力番組を巡る議論など、疑似科学の疑いのある事象を扱った報道などでコメントを寄せている。

### 研究助成
超常現象関連の有望な研究には、助成もしている。助成が行われた研究の例としては、気功の研究や、健康に良いと主張する水製品の検証などがある。

## 役員
会則では役員として会長（1名）、副会長（1名）、運営委員（2 - 7名）、監査委員（1 - 2名）を置くことが定められている。2016年3月時点での役員は以下の通りである。
- 会長
  - 松田卓也
- 副会長
  - 高橋昌一郎（副会長）
- 運営委員
  - 池内了
  - 大槻義彦
  - 小内亨
  - 小波秀雄
  - 阪本成一
  - 柴田一成
  - 田中嘉津夫
  - 松尾貴史
- 監査委員
  - 菊池聡
  - 平岡厚

## 批判
1997年ごろ、懐疑論者の皆神龍太郎は、CSICOPと比較し、「社会的な活動の広さや懐疑主義のスタンスの取り方などは、欧米の水準にはまったく達していない」と評していた。また、1997年ごろ、科学解説家の志水一夫は、会長が安斎になって間もない頃に「活動の割に会費が高いのが玉に瑕」と指摘し、新会長のもとで改善されることに期待感を表明していた。